# Veine dorsale superficielle du clitoris
Les veines dorsales superficielles du clitoris sont des veines, deux la plupart du temps,  situées dans le bassin.

## Origine
Les veines dorsales superficielles du clitoris sont formées par la convergence des veines de drainage du clitoris. 

## Trajet
Les veines dorsales superficielles du clitoris cheminent sur la face dorsale de celui-ci dans le tissu celluleux sous-cutané du capuchon du clitoris et au-dessus du fascia clitoridien.

## Terminaison
Les veines dorsales superficielles du clitoris se jettent dans la veine pudendale externe superficielle.